# Ольховка (Жуковский район)
Ольхо́вка — деревня в Жуковском районе Брянской области, в составе Заборско-Никольского сельского поселения. 
 Расположена в 2 км к северо-западу от деревни Никольская Слобода, у шоссе А141 Брянск—Смоленск. Население — 3 человека (2010).

## История
Возникла в 1920-х гг.; до 1991 года входила в состав Летошницкого сельсовета.
| Годы      | 1979 | 1989 | 2002 | 2010 |
| --------- | ---- | ---- | ---- | ---- |
| Население | 22   | 9    | 19   | 3    |